# Guardianas en campos de concentración nazis

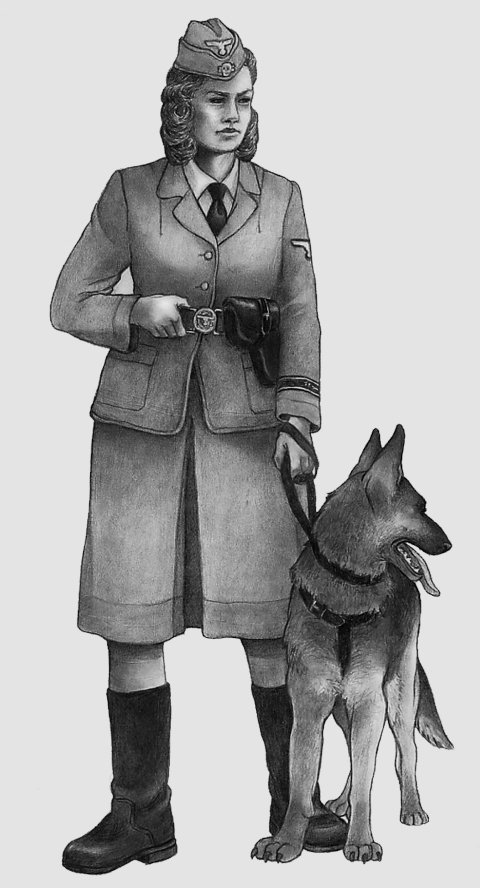
Dibujo de una guardiana.

Las guardianas en campos de concentración nazis o SS- Aufseherinnen fueron mujeres que ejercieron de guardias en campos de concentración y exterminio durante el periodo de la Alemania nazi. De los 55 000 guardianes que sirvieron en los campos de concentración nazis, alrededor de 3700 fueron mujeres. En 1942, las primeras guardianas llegaron a Auschwitz y a Majdanek desde Ravensbrück. Al año siguiente, los nazis comenzaron el reclutamiento de mujeres debido a la escasez de guardianes varones. El nombre en alemán de este puesto era Aufseherin (en plural Aufseherinnen) y significa supervisora o asistente.

## Reclutamiento

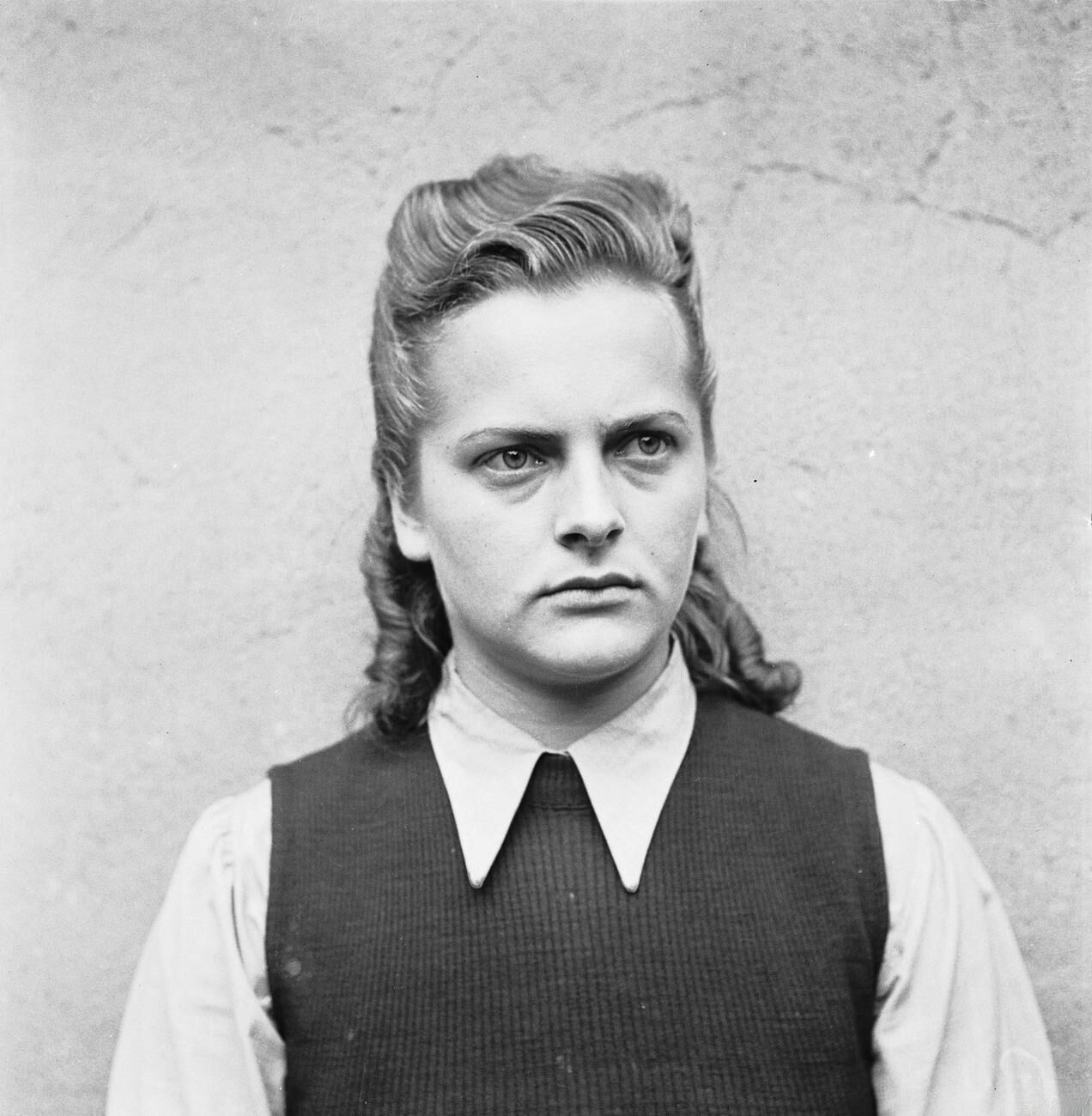
Fotografía de ficha en Bergen-Belsen de la guardiana Irma Grese.

Las guardianas eran generalmente de clase media y baja y no tenían anterior experiencia en ese trabajo; su perfil laboral era variado: se indica que eran antiguas matronas, peluqueras, cobradoras de tranvía, cantantes de ópera o profesoras retiradas. Las voluntarias fueron reclutadas por anuncios en periódicos alemanes que demandaban mujeres que quisieran mostrar su amor al Reich y unirse a las SS-Gefolge ("SS-Escolta", una organización de apoyo y servicio de las SS para mujeres). Adicionalmente, algunas eran reclutadas sobre la base de los propios archivos de datos de las SS. La Liga de Muchachas Alemanas actuaba como vehículo de adoctrinamiento para muchas de las mujeres. En una de las audiencias de posguerra, la Oberaufseherin Herta Haase-Breitmann-Schmidt, jefa de supervisoras, aseveró que las guardianas no eran mujeres enteramente de las SS. Como consecuencia, en algunos tribunales estuvo en discusión si las SS-Helferinnen empleadas en los campos eran miembros oficiales de las SS, llevando así a decisiones judiciales contradictorias. Muchas de ellas pertenecían a las Waffen-SS y al Cuerpo SS-Helferinnen. Algunas mujeres que sirvieron en los campos pertenecían al Allgemeine-SS o al SS-Gefolge. Otras mujeres, como Therese Brandl y Irmtraut Sell, pertenecían a las unidades del Totenkopf (del "cráneo" o "calavera").
En un primer momento, las nuevas reclutas fueron entrenadas en Lichtenburg en Alemania en 1938 y después de 1939 en Ravensbrück, un campo cerca de Berlín. Cuando estalló la guerra, los nazis construyeron otros campos en Polonia, Francia, Países Bajos, Bélgica así como en otros países ocupados. El entrenamiento de las guardianas era similar al de sus homólogos varones: las mujeres asistían a clases que duraban entre 4 semanas y 6 meses, impartidas por guardianas veteranas - sin embargo, cerca del final de la guerra, se formaban con guardianas casi sin experiencia. Los registros judiciales citan a la exmiembro de las SS Herta Ehlert, que sirvió en Ravensbruck, Majdanek, Lublin, Auschwitz y Bergen-Belsen, quien describe su formación como "física y emocionalmente exigente" cuando se le interrogó en el juicio de Bergen-Belsen. Según ella, a las participantes se les aleccionó acerca de la corrupción de la República de Weimar y en la forma de castigar a los prisioneros y cómo vigilar posibles sabotajes y ralentizaciones en el trabajo. Las mismas fuentes afirman que Dorothea Binz, supervisora en Ravensbruck a partir de 1942, entrenó a sus alumnas en los puntos más finos del "placer malvado" (Schadenfreude o sadismo).

## Promoción
Las guardianas fueron conocidas colectivamente como SS-Helferin (en alemán: "Asistenta de las SS") y nunca recibieron una equivalencia con los rangos de las Schutzstaffel / SS. Estas empleadas fueron conocidas como Rapportführerin "Directora", Erstaufseherin, "Primera Guardiana", Lagerführerin, "Líder de Campo" y Oberaufseherin la "Supervisora Principal". La posición más elevada obtenida por una mujer fue la de Chef Oberaufseherin, "Supervisora jefe Principal" tal y como ocurrió con Luise Brunner y Anna Klein. En la estructura de mando nazi, ninguna mujer guardiana podría dar órdenes a un hombre, el rango de SS-Helferin estaba por debajo de cualquier varón con rango en las SS, de tal modo que las mujeres no eran reconocidas como miembros efectivos de las SS salvo para tareas auxiliares.
Ningún campo de concentración fue dirigido por una comandante femenina. Ravensbrück, el único campo reservado para reclusas, fue dirigido por soldados masculinos de las SS, ayudados por una minoría de asistentes femeninas.

## Vida diaria
Se dice que las relaciones personales entre los hombres de las SS y las guardianas existieron en la mayoría de los campos. Por su parte Heinrich Himmler decía que los varones de las SS debían ver a las guardianas como a iguales y camaradas. En el relativamente pequeño campo de Helmbrechts cerca de Hof, Alemania, el comandante del campo, Doerr, tuvo un relación sentimental con la jefa de supervisoras Herta Haase-Breitmann. [cita requerida]
La corrupción fue otro aspecto destacado de la cultura de las guardianas. Ilse Koch, conocida como "la zorra de Buchenwald", fue la jefa de guardianas del campo de Buchenwald, y al mismo tiempo estaba casada con el comandante de campo, Karl Koch. Se rumoreó que ambos estaban implicados en la malversación de millones de Reichmarks, debido a eso Karl Koch fue condenado y ejecutado por los nazis pocas semanas antes de la liberación por parte del ejército norteamericano del campo de Buchenwald; sin embargo, Ilse fue eximida de culpa. Algunas fuentes especulan si hubo testigos de asesinatos en Buchenwald.
A pesar de la reputación de brutalidad, ciertamente hubo casos de guardianas que mostraron una relativa empatía. Un caso aparente de ello fue el de Klara Kunig que se hizo guardiana a mediados de 1944 y prestó servicio en Ravensbruck y en el campo secundario de Dresde-Universelle. La jefa de guardianas del campo manifestó que esta era demasiado educada y amable con los reclusos, razón por la cual prescindió de ella en el campo en enero de 1945. Su destino ha permanecido desconocido desde el 13 de febrero de 1945, fecha en que los aliados llevaron a cabo el bombardeo de Dresde. En Auschwitz-Birkenau, una Aufseherin fue encontrada culpable de ayudar a los reclusos ilegalmente, y la jefa de guardianas ordenó su castigo: sus compañeras guardianas fueron obligadas a propinarle veinticinco latigazos.

## Campos, nombres y rangos

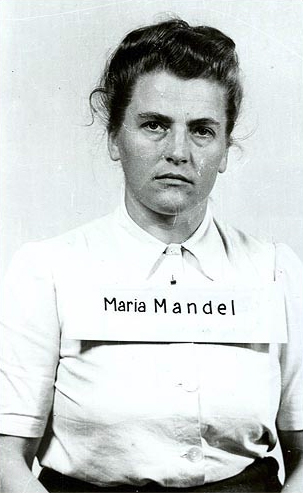
Maria Mandel de Auschwitz.

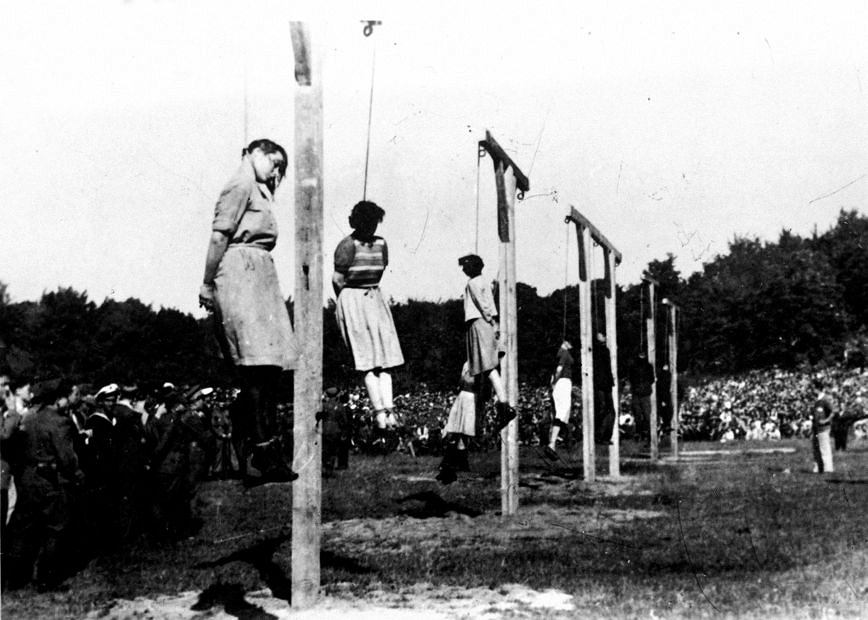
Ejecución de las guardianas del campo de concentración de Stutthof el 4 de julio de 1946.

Hacia el final de la guerra, las mujeres fueron sacadas de las fábricas en la Bolsa de Trabajo Alemán y enviadas a centros de entrenamiento. Las mujeres fueron también entrenadas a pequeña escala en los campos de Neuengamme; Auschwitz I, II, III y IV; Plaszow; Flossenbürg; Gross Rosen; Vught y Stutthof así como en Dachau, y unas pocas en Mauthausen y unas pocas mujeres fueron entrenadas en Buchenwald y sus campos satélite. La mayoría de estas mujeres llegaban de zonas alrededor de los campos.  En 1944 las primeras mujeres guardianas fueron enviadas a Neuengamme, Dachau, Mauthausen, una minoría a Natzweiler Struthof, y menos aún en Dora Mittelbau (solo se conoce a una).
Entre siete y veinte Aufseherinnen trabajaron en Vught, veinticuatro mujeres de las SS entrenadas en Buchenwald (tres a la vez), treinta y cuatro en Bergen Belsen, noventa en Dachau, doce en Mauthausen, tres en Dora Mittelbau, siete en Natzweiler-Struthof, veinte en Majdanek, 200 en Auschwitz y en sus subcampos, 140 en Sachsenhausen, 158 en Neuengamme, cuarenta y siete en Stutthof en comparación a 958 quienes sirvieron en Ravensbrück (2000 fueron adiestradas ahí), 561 en Flossenbürg, y 541 en Gross Rosen. Muchas mujeres supervisoras fueron entrenadas y/o trabajaron en los subcampos en Alemania, Polonia, Francia, Austria y Checoslovaquia.
- La Jefa Supervisora en Allendorf fue Oberaufseherin Kaethe Hoern (septiembre de 1944 -  marzo de 1945); en Auschwitz Oberaufseherin Johanna Langefeld (marzo de 1942 - octubre de 1942), Lagerfuehrerin Maria Mandel (octubre de 1942 - noviembre de 1944), Stellvertetende Oberaufseherin Emma Zimmer (1942-43), Stellvertretende Lagerfuehrerin Margot Dreschel (? - noviembre de 1944), Rapportfuehrerin Irma Grese (1944), y Oberaufseherin Elisabeth Volkenrath (noviembre de 1944 - enero de 1945). Mandel misma estuvo al mando de todas las mujeres de las  SS dentro de Auschwitz-Birkenau. Grese y Volkenrath fueron condenadas por crímenes de guerra y colgadas el 13 de diciembre de 1945, Mandel fue colgada el 2 de diciembre de 1947.
- En Barth Lagerfuehrerin Gerda Langner (noviembre de 1943 - 1944), Lagerfuehrerin Irmgard Reissner (1944 - abril de 1945), Stellvertretende Lagerfuehrerin Gertrud Herrmann, y Oberaufseherin Ruth Neudeck (marzo de 1945 - mayo de 1945); en Belzigla estuvo como jefa de guardia femenina Hedwig Ullrich (verano de 1944 - abril de 1945).
- En Bergen Belsen las tres jefas supervisoras fueron la Oberaufseherin Elisabeth Volkenrath (febrero de 1945 - abril de 1945), Rapportfuehrerin Hildegard Gollasch, mientras que Herta Ehlert servía como guardia suplente adicional, y Irma Grese (enero/febrero de 1945 - abril de 1945) como jefa de trabajo de los prisioneros (Arbeitsdienstfuehrrin). En el campo anexo de Gross-Rosen en Bernsdorf (Bernartice), Maria Muehl fue Kommandofuehrerin a las órdenes de la Lagerfuehrerin Else Hawlik, quien estaba al mando de todos los campos de trabajo del 'Anillo de Trautenau'. En el campo anexo de Gross-Rosen en Breslau-Hundsfeld (Wroclaw Psie Pole) la Kommandofuehrerin era Emilie Kowa y otra funcionaria de alto rango, Margarete Schueller.
- Johanna Wisotzki fue Oberaufseherin en Bromberg-Ost (Bydgoszcz East) desde junio de 1944 hasta enero/febrero de 1945 conjuntamente con Gerda Steinhoff, mientras que Ilse Koch fue seleccionada (inoficialmente) como jefa de guardianas en Buchenwald, aunque el campo tenía muy pocas prisioneras. Koch fue declarada culpable por crímenes de guerra; se suicidó en la prisión de mujeres en Aichach el 1 de septiembre de 1967.
- En Christianstadt, un campo satélite de Gross-Rosen en Silesia, Emilie Harms estuvo al cargo del campo; su asistente fue Stellvertretende Kommandofuehrerin Lina Pohl. En el subcampo de Danzig Holm Stellvertreende Oberaufseherin Gerda Steinhoff fue la segunda al mando de todas las supervisoras y prisioneras (octubre de 1944 - diciembre de 1944); en el campo satélite de Dora Mittelbau en Gross-Werther, este puesto fue ocupado por la Lagerfuhrerin Erna Petermann.
- En el subcampo de Ravensbrück/Flossenbürg en Dresden Universelle, Erstaufseherin Charlotte Hanakam y la Erstaufseherin Ida Guhl fueron las jefas de las guardianas (1944 - abril de 1945), y en el subcampo de Flossenbürg en Dresden-Goehle, este rango fue otorgado a varias mujeres, incluida la Esratufseherin Margarethe de Hueber (1944); Erstaufseherin Gertrud Becker supervisó el campo satélite de Flossenbürg en Hainichen (octubre de 1944 - abril de 1945), Erstaufseherin Dora Lange y más tarde Erstaufseherin Gertrud Weniger (1944 - ?) estuvieron al mando de Oederan.
- En el subcampo de trabajo de Gross Rosen en Gabersdorf, Kommandofehrerin Charlotte Roessel fue su responsable, y en el campo principal Oberaufseherin Jane Bernigau fue jefa de todas las mujeres del personal de guardia de todos los subcampos (800); en el campo satélite de Gruenberg (Zielona Góra), Lagerfuehrerin Anna Fiebeg (junio de 1944 - enero de 1945) sirvió como jefa de supervisoras, mientras de Anna Jahn y Hela Milefski actuaron como supervisoras de campo de reemplazo.
- En Graeben, Kommandofuehrerin Katharina Reimann fue jefa de guardianas y Margarete Hentschel fue su asistente como Rapportfuehrerin; en Graeflish-Roehrsdorf, Silesia, Kommandofuehrerin Gertrud Sauer estuvo al cargo del campo de mujeres; y en el subcampo de Gross Rosen en Gruschwitz-Neusalz Helene Obuch (1943 - junio de 1944), y más taarde Kommandofuehrerin Elisabeth Gersch (junio de 1944 - enero de 1945) estuvieron al cargo, y en Hamburg-Wandsbek, Oberaufseherin Annemie von der Huelst estuvo al mando, asistida por su segunda, Kommandofuehrerin Loni Gutzeit. En Hamburg-Sasel, Kommandofuehrerin Ida Roemer estuvo de jefa de guardianas.
- Helmbrechts fue un subcampo de Flossenbürg construido cerca de Hof, Alemania. Originalmente, Martha Dell' Antonia (verano de 1944 - ?) sirvió ahí como jefa de guardia femenina sobre veintidós guardianas. A finales de 1944 fue reemplazada por la amante del comandante (Doerr), Herta Haase-Breitmann.
- En Holleischen Dora Lange era supervisora senior conjuntamente con Anni Graf.
- Kratzau I y II en Checoslovaquia fue supervisado por Elsa Hennrich y cierta Denner (o Dinner); Lenzing por Lagerführerin Schmidt y Oberaufseherin Margarete Freinberger (noviembre de 1944-mayo de 1945).
- Majdanek fue encabezado por Else Ehrich (octubre de 1942 - junio de 1944), y su asistenta inmediata Rapportfuehrerin y Stellvertretende Oberaufseherin Hermine Braunsteiner, y asistido por las celadoras suplentes Else Weber, Redeli, Ellert y Elisabeth Knoblich. Knoblich fue apodada como "Halt die Klappe!" ("¡Cállate!"), Hermine Braunsteiner fue deportada a Alemania desde Estados Unidos en 1973 y murió en 1999.
- El campo de concentración de Mittelsteine la jefa de supervisoras fue Kommandofuehrerin Philomena Locker (sentenciada después de la guerra a siete años de prisión),  Charlotte Neugebauer, y una joven de apellido Schneider (nombre de pila desconocido). En Merzdorf Erna Rinke fue jefa de guardianas (Kommandofuehrerin).
- En Obernheide, Kommandofuehrerin Gertrud Heise fue jefa supervisora sobre siete mujeres (conocidas) de las SS (septiembre de 1944 - abril de 1945); y en Plaszow, Oberaufseherin Elsa Ehrich, Anna Gerwing (como Rapportfuhrerin) y Kommandofuehrerin Alice Orlowski junto a otra mujer desconocida.
- Ravensbrück era el centro de formación para las guardianas de campo. Else Grabner estaba a la cabeza de dicho campo para mujeres; Oberaufseherin y más tarde Lagerleiterin (líder de campo). Las jefas celadoras ahí fueron Anne Zimmer (mayo de 1939 - mayo de 1941), Maria Mandel (marzo de 1942 - octubre de 1942), Johanna Langefeld (mayo de 1941 - marzo de 1942/octubre de 1942 - 1943), Greta Boesel (1944 - abril de 1945), Erna Rose (1944 - abril de 1945), mientras que Dorothea Binz sirvió como su asistente desde agosto de 1943 hasta la liberación de los campos en abril de 1945. Binz y Boesel fueron convictas por crímenes de guerra y colgadas el 2 de mayo de 1947. Ulla Jürß (1942-1944) y Ruth Neudeck (1944) fueron Blockführerin (supervisoras de barracones). Neudeck fue después promovida a Oberaufseherin y ubicada en el complejo de exterminación de Uckermark en la carretera a Ravensbrück.
- Rochlitz fue encabezado por Marianne Essmann; Sachsenhausen por Ilse Koch y después por Hilde Schlusser y Anna Klein.
- En St. Lambrecht fue Jane Bernigau (1944/enero de 1945), mientras que en Stutthof fueron Johanna Wisotzki y Gerda Steinhoff, ascendidas a jefas supervisoras, mientras en Theresienstadt este cargo fue otorgado a Hildegard Neumann y a la Oberaufseherin Elisabeth Schmidt.
- Erstaufseherin Ruth Closius encabezó Uckermark (enero de 1945 - marzo de 1945); Oberaufseherin Margarete Gallinat (Maria) y más tarde Oberaufseherin Gertrud Weiniger (1944) supervisaron Vught (1943 - junio 1944); Susanne Hille fue guardiana primera en Unterluess (o Vuterluss) (septiembre de 1944 - abril de 1945); Oberaufseherin Anneliese Unger y una joven de apellido Schneider estuvieron al cargo del subcampo de Flossenbürg en Zwodau de junio de 1944 hasta mayo de 1945. Closius fue condenada por crímenes de guerra y ejecutada en la horca el 29 de julio de 1948.
- En investigación de sus parientes alemanes de parte de su madre, el historiador americano James L. Cabot encontró que dos personas relacionadas con él fueron supervisoras - Maria Kleinschmidt, quien operaba en Neuengamme, y Charlotte Kleinschmidt (née Peters), de quienes son desconocidas su actividades en los campos.[10]

Adicionalmente de aquellas que fueron mencionadas siendo ejecutadas por crímenes de guerra, las siguientes guardianas fueron juzgadas después de la guerra, condenadas y ejecutadas por los mismos motivos: Sydonia Bayer de Litzmannstadt (Lodz), fecha desconocida (en Polonia); Juana Bormann de Bergen-Belsen, colgada el 13 de diciembre de 1945; Ruth Hildner de Helmbrechts, colgada el 2 de mayo de 1947; Christel Jankowsky de Ravensbrück, fecha desconocida (en Alemania Oriental); y Gertrud Schreiter y Emma Zimmer de Ravensbrück, ambas colgadas el 20 de septiembre de 1948. Y un número desconocido fueron sumariamente ejecutadas por los soviéticos al final de la guerra.

## Desde la posguerra hasta la actualidad

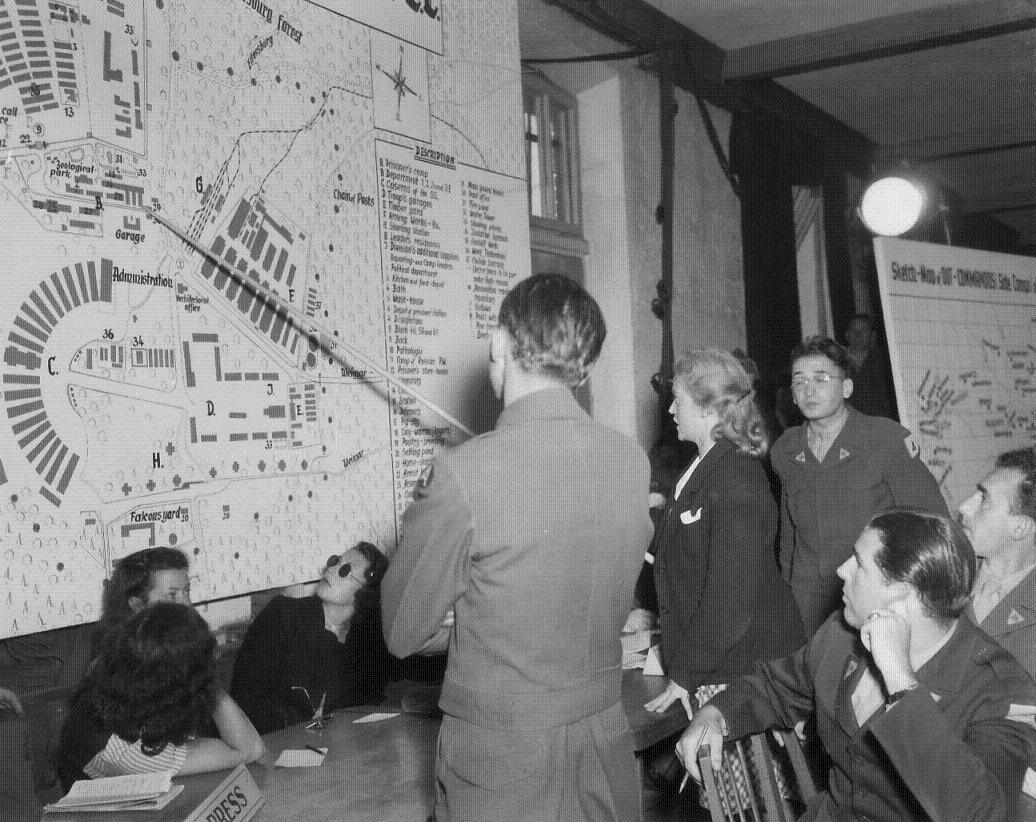
Ilse Koch ante el Tribunal Militar de EE. UU. en Dachau, 1947.

Cuando los Aliados liberaron los campos, las mujeres de las SS generalmente se mantenían en servicio activo. Muchas de ellas fueron capturadas cerca o en los mismos campos de concentración tales como Ravensbrück, Bergen Belsen, Gross Rosen, Flossenbürg, Salzwedel, Neustadt-Glewe, Neuengamme, y Stutthof. Después de la guerra, muchas mujeres de las SS fueron retenidas en el campo de internamiento de Recklinghausen, Alemania, o en el antiguo campo de concentración de Dachau. Entre 500 y 1000 mujeres fueron retenidas mientras el ejército de Estados Unidos investigaba sus crímenes y los servicios prestados en los campos. La mayoría de ellas fueron liberadas ya que los hombres de las SS fueron declarados prioritarios. Muchas mujeres ahí retenidas habían tenido un alto rango en el escalafón de la Liga de Muchachas Alemanas, mientras que otras habían servido en los campos de concentración. 
Muchos miembros de las SS (hombres y mujeres) fueron ejecutados por los soviéticos cuando liberaron los campos, mientras que otros fueron enviados a los gulags. Solo unas pocas mujeres de las SS fueron juzgadas por sus crímenes comparados con los de los hombres de las SS. La mayor parte de las guardianas fueron juzgadas en el Juicio de Auschwitz, en cuatro de los siete Juicios de Ravensbrück, en el primer Juicio de Stutthof, y en segundo y tercero de los Juicios de Majdanek y del pequeño campo de Hamburg-Sasel. En este juicio fueron juzgados todos los cuarenta y ocho miembros de las SS involucrados.

## Guardianas en la actualidad

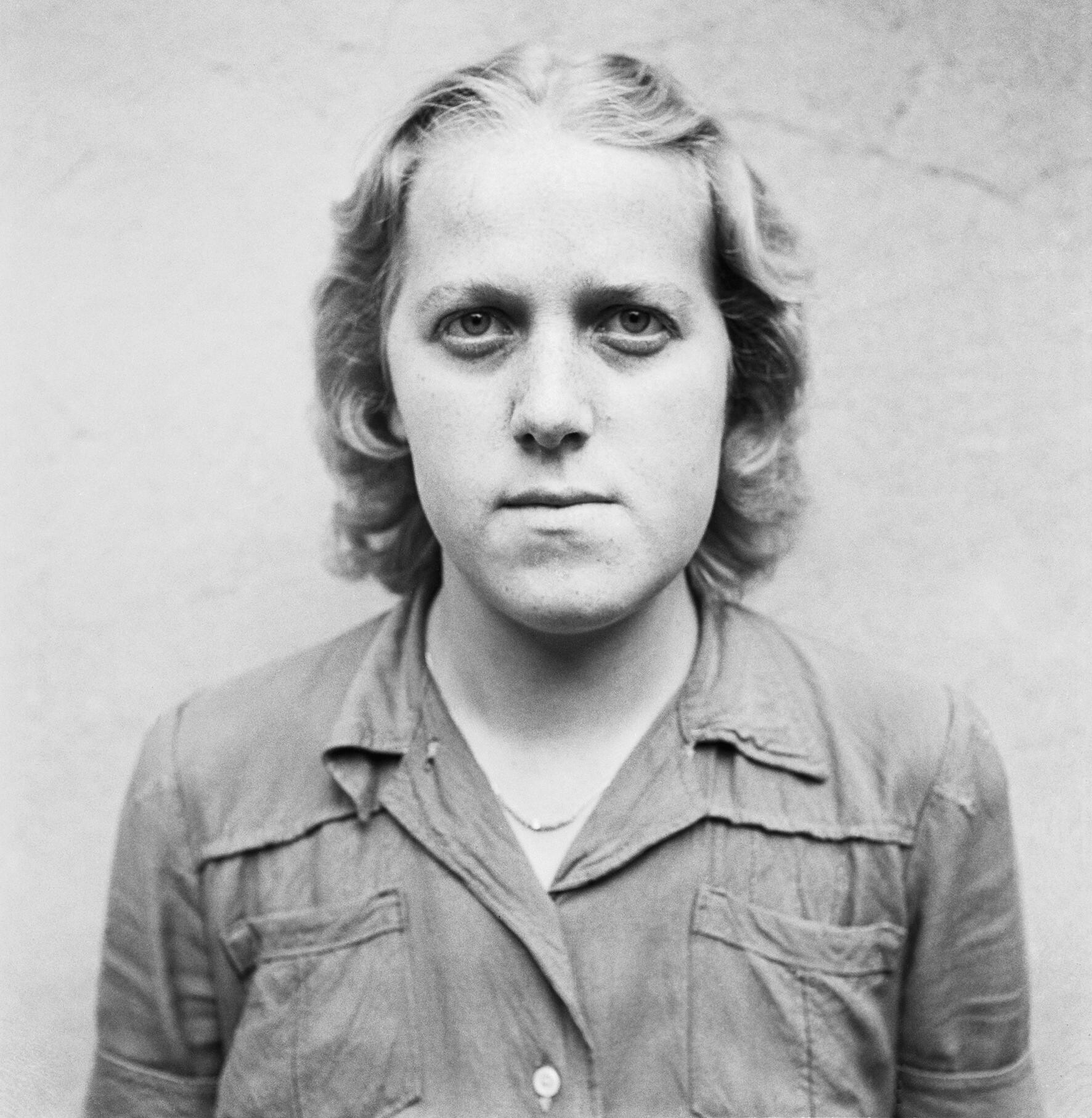
Herta Bothe, en Celle a espera de juicio, agosto de 1945.

El último juicio a una supervisora se celebró en 1996. La antigua Aufseherin Luise Danz, que trabajó como supervisora desde enero de 1943 en Plaszow, y después en Majdanek, Auschwitz-Birkenau y en el campo secundario de Ravensbrück en Malchow como Oberaufseherin, fue juzgada en el primer juicio de Auschwitz y sentenciada a cadena perpetua en 1947. En 1956, fue liberada por buen comportamiento. En 1996, fue de nuevo juzgada por el asesinato de una joven en Malchow al final de la guerra. El médico que supervisaba el juicio confirmó a la corte que los procedimientos no podían ser sostenidos debido a la avanzada edad de la acusada y todos los cargos fueron retirados. A fecha de 2011, Danz sigue viva a la edad de 94.
En 1996, una historia irrumpió en Alemania sobre Margot Pietzner (nombre de casada Kunz), una antigua Aufseherin de Ravensbruck, del subcampo de Belzig y de un subcampo en Wittenberg. Originalmente fue sentenciada a muerte por un tribunal soviético pero le fue conmutada la pena por cadena perpetua y finalmente liberada en 1956. A principios de la década de 1990 a la edad de setenta y cuatro años Margot recibió una compensación de 64 350 marcos (32 902 euros) por recibir la consideración de "víctima de Stalin". Algunos historiadores argumentan que mintió y no es merecedora de esa compensación económica, y recuerdan que sirvió brutalmente como personal en tres campos de concentración.
La única guardiana que ha contado su historia en público ha sido Herta Bothe, que sirvió en el campo de concentración de Ravensbrück en 1942, y después en Stutthof, en el campo secundario de Bromberg-Ost, y por último en Bergen-Belsen. Fue sentenciada a 10 años de prisión, y fue liberada a mediados de los años 50 del siglo XX. En una entrevista en 2004, a Bothe se le preguntó si lamentaba haber sido guardiana en un campo de concentración. Su respuesta fue, "¿A qué te refieres? ...Cometí un error, no... El error fue que era un campo de concentración, pero tenía que ir; si no yo misma estaría dentro, ése fue mi error."
No ha sido probado, pero en 2006 fue deportada por el Departamento de Justicia de los Estados Unidos la residente en San Francisco de 84 años Elfriede Rinkel, que ocultó su secreto durante más de 60 años a su familia, amigos, y a su marido judío-alemán llamado Fred. Había trabajado en el campo de concentración de Ravensbrück desde 1944 hasta abril de 1945, y había utilizado un perro entrenado por las SS en el campo. Rinkel emigró a los Estados Unidos en 1959 al finalizar la Segunda Guerra Mundial buscando una vida mejor y omitió Ravensbrück en la lista de lugares de residencia en su solicitud de visado. En Alemania Rinkel no afronta cargos criminales ya que solo las denuncias de asesinato pueden sostenerse después de este tiempo, aunque el caso continúa siendo investigado.

## En la ficción
En la novela The Reader un joven tiene una relación con una mujer mayor (que había sido guardiana en un campo de concentración) Hanna Schmitz. Finalmente es juzgada por un tribunal de justicia. En la adaptación cinematográfica fue interpretada por Kate Winslet.
En la película Pasqualino Settebellezze, dirigida por Lina Wertmüller, el protagonista salva su vida por tener una relación sentimental con la comandante de un campo de concentración, en el cual fue recluido por haber desertado del ejército italiano.
Aufseherinnen han sido representadas en distintos roles de diversa importancia en numerosas películas:
- En La lista de Schindler, las guardianas se pueden observar en las escenas del campo de trabajo de Plaszow y cuando la mujer de Oskar Schindler llega y se marcha de Auschwitz-Birkenau.
- Aunque sin nombre propio, una supervisora de campo juega un importante papel en la película de 1975 The Hiding Place durante las escenas en que Corrie ten Boom y su hermana Betsie son encarceladas en Ravensbruck. También se observan otras varias guardianas a la llegada en procesión de nuevos prisioneros al campo.
- Maria Mandel es interpretada por la actriz Shirley Knight en la versión cinematográfica de Playing for Time centrada en la Orquesta femenina de Auschwitz-Birkenau. Otras Aufseherinnen son retratadas en pequeños papeles, procesando a prisioneros y atendiendo las representaciones de la orquesta.
- Irma Grese fue puesta en escena en un papel secundario en Out of the Ashes y también en Pierrepoint, que detalla su ejecución tras el juicio por crímenes de guerra de Belsen. Ambas películas presentan a guardianas en papeles secundarios. Grese también es brevemente descrita en una recreación sin audio en Auschwitz: Inside the Nazi State.
- La actriz polaca Aleksandra Śląska ha interpretado el papel de una Aufseherin en dos películas, la primera The Last Stage como la Oberaufseherin y en la otra como Lisa en Pasazerka. Ambas películas contienen numerosas referencias de personajes como Aufseherinnen.
- Las guardianas también aparecen en pequeños papeles en El Triunfo del Espíritu, La batalla de los V-1, y en la escena de comienzo de la película X-Men.